# Deronectes parvicollis
Deronectes parvicollis är en skalbaggsart som först beskrevs av Hermann Rudolph Schaum 1864.  Deronectes parvicollis ingår i släktet Deronectes och familjen dykare. Inga underarter finns listade i Catalogue of Life.